# Gluconato ferroso
Il gluconato ferroso è il sale di ferro(II) dell'acido gluconico. A temperatura ambiente si presenta come un solido verdastro dall'odore dolciastro.  È commercializzato con marchi come Fergon, Ferralet e Simron come integratore di ferro.

## Usi

### In medicina
Il gluconato ferroso è efficacemente usato nel trattamento dell'anemia ipocromica. L'uso di questo composto rispetto ad altre preparazioni di ferro produce risposte reticolocitarie soddisfacenti, un'alta percentuale di utilizzo del ferro e un aumento giornaliero dell'emoglobina che normalmente si verifica in un tempo ragionevolmente breve.

### Additivo alimentare
Viene utilizzato come additivo alimentare (E 579) nella stabilizzazione del colore nelle olive verdi, conferendo ad esse un colore nero uniforme.

## Tossicità
Il gluconato ferroso può essere tossico in caso di sovradosaggio. I bambini possono mostrare segni di tossicità con ingestioni di 10-20 mg/kg di ferro elementare. Una grave tossicità può derivare da ingestioni superiori a 60 mg/kg. Il ferro esercita effetti sia locali che sistemici: è corrosivo per la mucosa gastrointestinale, può avere un impatto negativo su cuore e sangue (disidratazione, bassa pressione sanguigna, polso veloce e debole, shock), polmoni, fegato, sistema gastrointestinale (diarrea, nausea, vomito di sangue), sistema nervoso (brividi, vertigini, coma, convulsioni, mal di testa) e pelle (rossore, perdita di colore, labbra e unghie di colore bluastro).